# نیشن‌واید

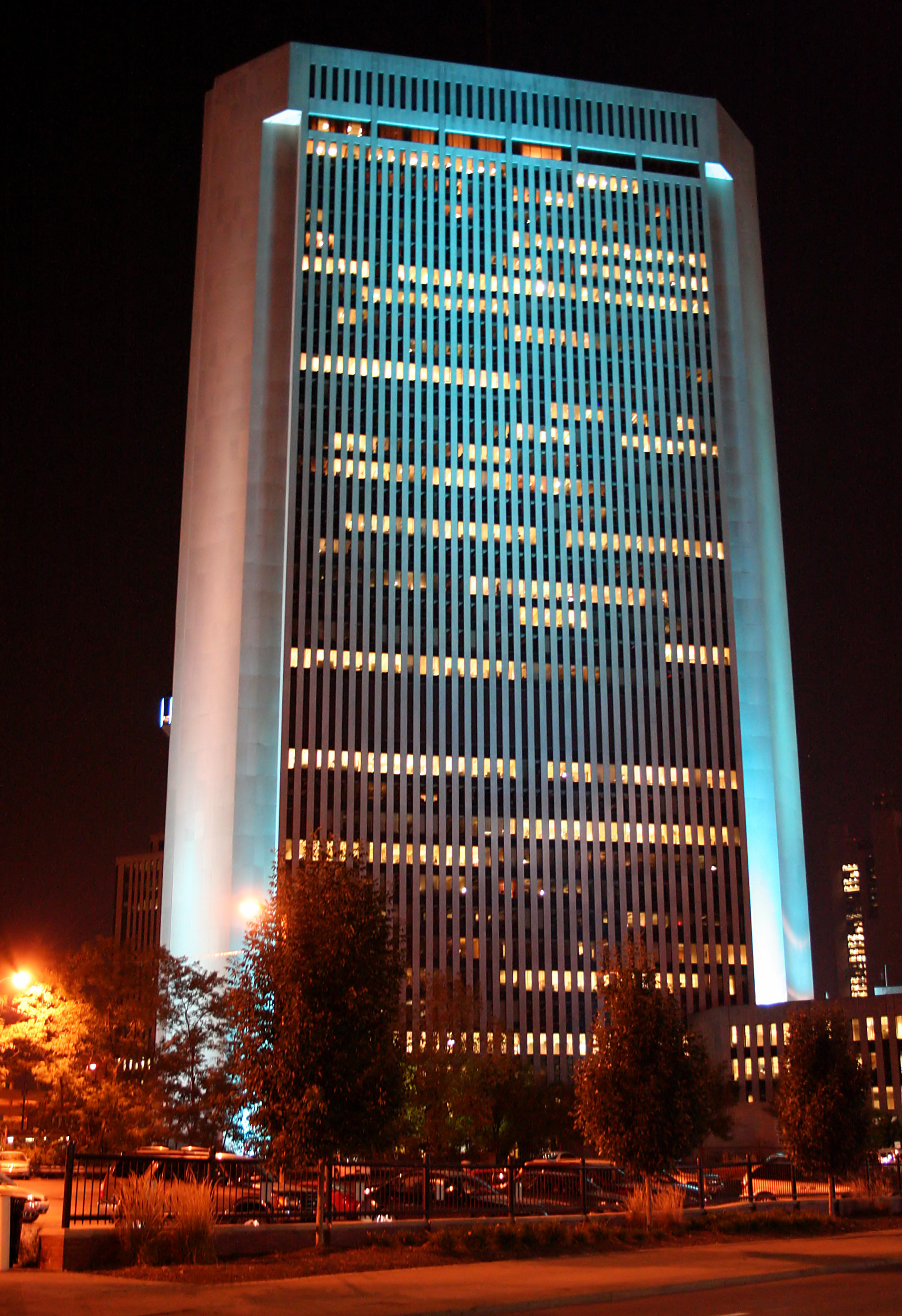
ساختمان مرکزی نیشن‌واید، در کلمبوس، اوهایو

نیشن‌واید، (به انگلیسی: Nationwide) شرکت خدمات مالی آمریکایی است، که در زمینه ارائه خدمات بانکداری، بیمه و سرمایه‌گذاری فعالیت می‌نماید، ولی تمرکز اصلی آن بر ارائه بیمه‌های اموال و دارایی‌ها، بیمه اتومبیل، بیمه عمر، مزایای بازنشستگی، مدیریت دارایی و سرمایه‌گذاری‌های استراتژیک معطوف می‌باشد.
شرکت نیشن‌واید در سال ۱۹۲۶ راه‌اندازی شد. دفتر مرکزی این شرکت در شهر کلمبوس، اوهایو قرار دارد.